# Mehansko-matematična fakulteta v Moskvi
Mehansko-matematična fakulteta v Moskvi (rusko механико-математического факультета МГУ им. М.В.Ломоносова) je javna fakulteta, ki ponuja študij mehanike ter matematike in deluje v sklopu Moskovske državne univerze; ustanovljena je bila leta 1933.